# Jinzhou (Hebei)
Pour les articles homonymes, voir Jinzhou.
Jinzhou (晋州 ; pinyin : Jìnzhōu) est une ville de la province du Hebei en Chine. Elle est placée sous la juridiction de la ville-préfecture de Shijiazhuang.

## Démographie
La population du district était de 505 998 habitants en 1999.